# Kevin Glackin
Kevin Glackin is een traditionele Ierse violist afkomstig uit een muzikale familie in Dublin, Ierland die oorspronkelijk uit County Donegal afkomstig is. Aan het eind van de jaren 80 van de 20ste eeuw heeft hij met zijn broer Seamus een LP opgenomen. Samen met de uilleann pipes speler Davy Spillane maakte Kevin een CD. Datzelfde gebeurde ook met de uilleann pipes-speler Ronan Browne